# Clonakilty
Clonakilty (in irlandese: Cloich na Coillte / Clanna Chaoilte) è un piccolo paese irlandese situato a sud-ovest nella contea di Cork. La cittadina conta circa 4 000 abitanti, ma durante il periodo estivo riceve fino a 2000 turisti che giungono principalmente dal Regno Unito e dagli USA per le spiagge, i pub locali e l'aperta campagna. L'area è prevalentemente agricola e caratterizzata da una impressionante produzione di latte, ma è al tempo stesso sede di alcune multinazionali del settore telecomunicazioni e IT.
I negozi e ristoranti nella via principale sono caratterizzati da colori vibranti che rendono particolarmente attraente il centro del paese. Le strade sono generalmente molto pulite grazie all'impegno volontario da parte dei negozianti e dei cittadini, tanto da ricevere il premio di "cittadina più pulita d'Irlanda" nel 1999. Nel 2003 Clonakilty è stato il primo comune d'Irlanda a ricevere lo stato ufficiale di "Fair Trade Town" (Cittadina per il Commercio Equo e Solidale) a testimonianza dell'impegno sociale della comunità. 
Nei dintorni di Clonakilty, a Woodfield, si trova il luogo natale di Michael Collins, uno degli artefici dell'indipendenza dell'Eire.